# Burka (huyện)
Burka là một huyện thuộc tỉnh Baghlan, Afghanistan. Dân số thời điểm năm 1999 là 49,204 người.